# Leptoremus argenteus
Leptoremus argenteus är en skalbaggsart som beskrevs av Thomas Casey 1904. Leptoremus argenteus ingår i släktet Leptoremus och familjen kvickbaggar. Inga underarter finns listade i Catalogue of Life.